# ستيفن جاي غولد
ستيفن جاي غولد (بالإنجليزية: Stephen Jay Gould) باحث وعالم الأحياء التطوري. ولد في العاشر من تشرين الأول عام 1941م، وتوفي في أيار عام 2002م، وهو مؤرخ علمي وعالم أحياء في مجال التطور والحفريات، وكان أحد أكثر مؤلفي العلوم الشعبية تأثيرًا في تلك الفترة، وعمل كأستاذ في جامعة هارفارد، وفي المتحف الوطني للتاريخ الطبيعي في واشنطن، وفي العام 1966م تم تعيينه كأستاذ زائر في جامعة نيويورك.
أكثر مساهمات غولد في علم الأحياء التطوري كانت نظرية التوازن النقطي التي وضعها مع نيلز ألدريج عام 1972م، ومضمون هذه النظرية أن التطور يتميز بفترة طويلة من الثبات تتخللها فترات متقطعة من حدوث انقسام في النوع الواحد، و على عكس نظرية تطور السلالات التي تصف التغير التطوري على أنه سلسلة متتالية من التغيرات في سجل الحفريات.
معظم أبحاثه التجريبية تمت على الحلزون البري من جنس بولموناتا polmunata وجنس cerion، وحصل على اعتراف مهني واسع لكتابه "Ontogeny and Phylogeny"، كان غولد معارضاً للانتقائية الصارمة، كما أنه قام بحملة ضد نظرية الخلق واقترح بأن يتم النظر للعلم والدين كمجالين متمايزين لا تداخل بينهما.
كتب غولد حوالي 300 مقالة في مجلة التاريخ الطبيعي، وألف عدداً ضخماً من الكتب التخصصية وغير التخصصية، وفي العام 2000م أطلقت عليه مكتبة الكونغرس الأميركية اسم الأسطورة الحيَّة.

## الحياة الشخصية
ولد غولد في نيويورك وتخرج من ثانوية جامايكا، وكان والداه يهودي الأصل حيث أن والده كان يعمل كاتباً في المحكمة، وأما أمه فقد كانت فنانة، وعندما كان غولد في عمر خمس سنوات اصطحبهٌ والده إلى المتحف الأميركي حيث رأى للمرة الأولى هياكل الديناصورات، وفي تلك اللحظة قرر بأن يصبح عالم أحياء.
نشأ غولد في منزل يهودي علماني لم يمارس الطقوس والتعاليم الدينية ففضل بأن يكون ملحداً، وعنما سُئل في مجلة سكيبتك عن رأيه في ذلك أجاب: «إذا أجبرتني على الرهان على وجود ألوهية تقليدية مجسمة، بالطبع لا أراهن». كان هيلسكي محقًا عندما قال أن رفض وجود الآلهة هو الموقف الحقيقي لأنه لايوجد مايثبت وجودها وسأكون متفاجئ في حال وجود آلهة مجسمة تقليدية.
أما بالنسبة لآرائه السياسية فقد كانت مختلفة عن آراء أبيه، وأكثر الكتب السياسية التي أثرت فيه هو كتاب النخبة الحاكمة وكتابات نعوم تشومسكي السياسية.
عندما إنضم إلى كلية أنطاكية وهي كلية خاصة للفنون الليبرالية، و كان غولد ناشطاً في حركة الحقوق المدنية، وكثيراً ماقام بحملة من أجل العدالة الاجتماعية، وعندما إنضم إلى جامعة ليدز نظم مظاهرات أسبوعية أمام صالة برادفورد للرقص والتي كانت ترفض دخول السود، واستمر بذلك حتى تم إلغاء تلك السياسة، وتحدث وكتب طوال حياته المهنية ضد الظلم الثقافي في جميع أشكاله، وخاصة العلوم الزائفة المستخدمة في خدمة العنصرية والتمييز القائم على النوع والجنس.
أشار غولد في مقالاته العلمية لمجلة التاريخ الطبيعي في كثير من الأحيان إلى اهتماماته غير الأكاديمية. عندما كان صبيا، كان يجمع بطاقات البيسبول وكان معجبًا بنيويورك يانكيز طوال حياته. عندما كان بالغًا، كان مولعًا بأفلام الخيال العلمي، وشملت اهتماماته الأخرى غناء الباريتون في بوسطن وكان عشيقًا عظيمًا لأوبرا جيلبرت وسوليفان ولجمع الكتب القديمة النادرة، امتلك حماسًا للعمارة، كما كان يحب المشي في المدينة. غالبًا ماكان يسافر إلى أوروبا ويتحدث الفرنسية والألمانية والروسية والإيطالية.

### الزواج والأسرة
تزوج غولد مرتين طوال حياته، الزواج الأول كان من الفنانه ديبورا عام 1960م حيث التقى بها عندما كانا في كلية أنطاكية، واستمر هذا الزواج لمدة 30 عاماً رزق خلالها بولدان، أما زواجه الثاني فقد كان من النحاتة روندا شيرر.
في يوليو عام 1982م تم تشخيص غولد بورم الظهارة المتوسطة، وهو شكل مميت من السرطان يؤثر على الغشاء البريتواني، وكثيراً مايوجد هذا السرطان لدى الأشخاص الذين يستنشقون أليافاً تسمى بالحرير الصخري، وهو معدن أستخدم في بناء متحف علم الحيوان المقارن في جامعة هارفارد، وبعد مرور عامين بدأ غولد بالنشر في مجلة دسكفري في عامود يناقش فيه ردة فعله لاكتشاف السرطان.
بالنظر إلى اكتشاف سرطانه مبكراً، فقد كان صغيراً ومتفائلاً ولديه أفضل العلاجات المتاحة، فبعد العلاج التجريبي بالإشعاع، والعلاج الكيميائي، والجراحة، شُفي بشكل كامل وأصبح عاموده مصدراً لراحة كثير من مرضى السرطان.
كان غولد أيضًا من المدافعين عن الحشيش الطبي، وعند خضوعه لعلاجات السرطان، كان يدخن الماريجوانا للمساعدة في تخفيف الفترات الطويلة من الغثيان الشديد وغير القابل للسيطرة، ووفقاً لغولد كان الدواء له «الأثر الأكثر أهمية» على شفائه، ولا يستطيع أن يفهم كيف «سيحظر أي شخص إنساني مثل هذه المادة المفيدة من الناس الذين هم في أمس الحاجة إليها ببساطة».
في فبراير عام 2002، تم العثور على آفة يبلغ طولها 3 سنتيمترات (1.2 بوصة) على صورة شعاعية لصورة غولد، وقام أطباء الأورام بتشخيص الإصابة بسرطان المرحلة الرابعة. توفي غولد بعد مرور 10 أسابيع في20 مايو 2002 بشكل من أشكال السرطان الذي انتشر بالفعل إلى دماغه، والكبد، والطحال لم يكن هذا السرطان مرتبطًا بنوبته السابقة من سرطان البطن.

## حياته المهنية
- بدأ غولد تعليمه العالي في كلية أنطاكية، وتخرج بتخصص مزدوج في الجيولوجيا والفلسفة في عام 1963م، وخلال هذا الوقت درس أيضًا في جامعة ليدز في المملكة المتحدة، وبعد الانتهاء من الدراسات العليا في جامعة كولومبيا عام 1967م تحت إشراف نورمان نيويل تم تعيينه على الفور من قبل جامعة هارفارد حيث كان يعمل هناك حتى نهاية حياته 2002م.
- في عام 1973م قامت جامعة هارفارد بترقيته إلى أستاذ الجيولوجيا وأمين المتحجرات اللافقارية في المؤسسة في متحف علم الحيوان المقارن.[24]
- في عام 1982م منحته هارفارد لقب ألكسندر أجاسيز أستاذ علم الحيوان.
- في عام 1983م حصل على زمالة من الجمعية الأمريكية لتقدم العلوم، حيث شغل لاحقاً منصب الرئيس (1999م - 2001م).
- إستشهد البيان الصحفي للجمعية الأمريكية الإسلامية «بمساهماته العديدة في التقدم العلمي والفهم العام للعلم».
- شغل منصب رئيس جمعية الأحافير (1985م - 1986م) وجمعية دراسة التطور (1990م - 1991م).[25]
- تمت تسميته بأكثر شخص إنساني من قبل الجمعية الأمريكية في عام 2001م، وتم منحه وسام داروين والاس بعد وفاته.

### نظرية التوازن المتقطع
في وقت مبكر من حياته المهنية، طور غولد وزميله نيلس إلدردج نظرية التوازن المتقطع والتي تصف معدل الأنواع في السجل الأحفوري كما يحدث بسرعة نسبية، والتي تتحول بعد ذلك إلى فترة أطول من الاستقرار التطوري، كان غولد هو الذي قد صاغ مصطلح «التوازن المتقطع» على الرغم من أن النظرية قد قدمها في الأصل زميله إلدردج في أطروحة الدكتوراه الخاصة به على ثلاثيات الفصوص الديفونية.

### منشوارته العامة
أصبح غولد معروفاً على نطاق واسع من خلال مقالاته الشهيرة حول التطور في مجلة التاريخ الطبيعي، ونُشرت مقالاته في سلسلة بعنوان «هذا عرض من الحياة» خلال الفترة من يناير 1974م إلى يناير 2001م، بلغت منشوراته المستمره 300 مقالة وقد طبعت العديد من مقالاته في مجلدات جمعت وأصبحت الكتب الأكثر مبيعاً من أي وقتٍ مضى مثل كتاب: إبهام الباندا، ابتسامة، فلامنغو.
كان غولد مدافعاً عاطفيًا عن النظرية التطورية، حيث أنه كتب بغزارة عن هذا الموضوع محاولًا إيصال فهمه للبيولوجيا التطورية المعاصرة لجمهور واسع، وهناك موضوع متكرر في كتاباته ألا وهو تاريخ وتطور الفكر التطوري.
كان غولد بطلاً للقيود البيولوجية والقيود الداخلية على المسارات التطورية، فضلاً عن القوى غير المختارة الأخرى في التطور، وبدلاً من التعديلات المباشرة اعتبر العديد من الوظائف العليا للدماغ البشري غير مقصودة وإنما نتيجة للانتقاء الطبيعي، ولوصف هذه الميزات قام بصياغة مصطلح التكيّف مع عالمة الأحافير إليزابيث فربا.

### العمل الفني على القواقع

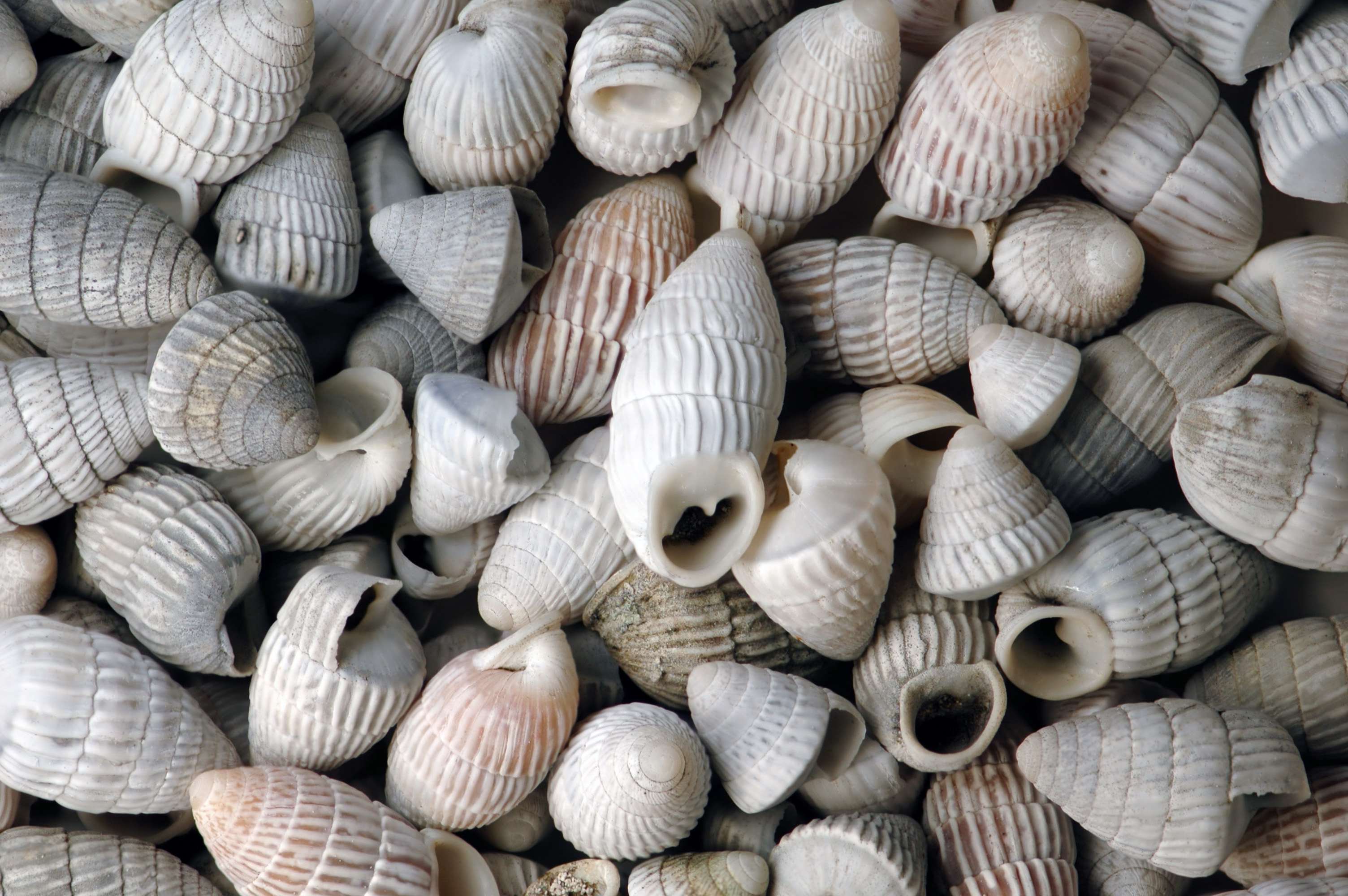
قواقع جزيرة سان سلفادور في جزر البهاما

معظم أبحاث غولد التجريبية تتعلق بقواقع الأراضي، وركز عمله في وقتٍ مبكر على جنس برمودا، في حين أن عمله في وقتٍ لاحق تركز على الهند الغربية جنس Cerion، وفقا لجولد Cerion هي الحلزون البري ذو أقصى تنوع في الشكل في جميع أنحاء العالم. هناك 600 من الأنواع الموصوفة من هذا النوع. في الواقع هم ليسوا أنواع، لكن الأسماء موجودة للتعبير عن ظاهرة حقيقية هي هذا التنوع المورفولوجي المذهل. بعضها على شكل كرات الغولف، وبعضها على شكل أقلام الرصاص الموضوعي الرئيسي الآن هو تطور الشكل ومشكلة كيف يمكنك الحصول على هذا التنوع وسط اختلاف وراثي ضئيل، بقدر مايمكننا أن نقول هو موضوع مثير للاهتمام للغاية، وإذا تمكنا من حل هذا فسنتعلم شيئًا عامًا حول تطور النوع.
هو واحد من أكثر العلماء استشهاداً في مجال النظرية التطورية، وقد تم الاستشهاد بورقة «سباندات» عام 1979 بأكثر من 5000 مرة، وفي علم الحفريات البيولوجية والتي هي تخصصه فقط تشارلز داروين وجورج سيمبسون تم الاستشهاد بهم أكثر منه، وكان مؤرخًا علميًا محترمًا ونقلًا عن المؤرخ رونالد نمبرز قوله: «لا أستطيع أن أقول الكثير عن نقاط قوة غولد كعالم، ولكن لفترة طويلة كنت أعتبره ثاني مؤرخ علمي مؤثر (بجانب توماس كون)».

### هيكل نظرية التطور
قبل وفاته بفترة وجيزة نشر غول كتاب «بنية النظرية التطورية» (2002)، وهو أطروحة طويلة تلخص نسخته من النظرية التطورية الحديثة، وفي مقابلة مع التلفزيون الألماني قال غولد: «أنه سيقوم بجمع كل آراءه حول آلية عمل التطور في مجلد واحد، وهذا بالنسبة لي عزاء كبير لأنه يعتبر حصيلة التفكير في موضوع واحد لفترة طويلة من الزمن، لن يتم قراءة الكتاب على نطاق واسع لأنه سيكون طويل جدًا بل هو موجه لبضعة ألاف من المحترفين ومختلف عن كتاباتي العلمية الموجهة للعامة».

### علم التصنيف الفرعي
لم يعتنق غولد أبداً علم التصنيف الفرعي كطريقة للتحقيق في الأنساب التطوري، ربما لأنه كان قلقاً من أن مثل هذه التحقيقات ستؤدي إلى إهمال التفاصيل في البيولوجيا التاريخية، التي يعتبرها مهمة للغاية. في أوائل التسعينيات قاد هذا نقاش مع ديريك بريغز، الذي بدأ في تطبيق تقنيات متفرقة كمية على حفريات Burgess Shale، حول الطرق المستخدمة في تفسير هذه الأحافير وحول هذا الوقت أصبح علم التصنيف الفرعي بسرعة هو الأسلوب السائد للتصنيف في البيولوجيا التطورية. مكَّنت الحواسيب الشخصية الرخيصة وغير القوية على نحو متزايد من معالجة كميات كبيرة من البيانات عن الكائنات وخصائصها، في نفس الوقت تقريباً أدى تطور تقنيات تفاعل البلمرة المتسلسلة الفعالة إلى تطبيق طرق التحليل على السمات الكيميائية الحيوية والوراثية أيضًا.

## حروب داروين
تلقى غولد العديد من الأوسمة لعمله العلمي وتوضيحه الرائج للتاريخ الطبيعي، [77] ومع ذلك شعر العديد من علماء الأحياء بأن شرحه العام لايتناسب مع التفكير التطوري السائد. امتلكت المناقشات العامة بين مؤيدي ومنتقدي غولد طابعًا عدوانيًا، وسمّاها العديد من المعلقين «حروب داروين».
كان جون ماينارد سميث، وهو عالم أحياء تطوري بريطاني بارز، من بين أقوى منتقدي غولد. اعتقد ماينارد سميث أن غولد أساء تقدير الدور الحيوي للتكيف في علم الأحياء، وكان ينتقد قبول غولد لاصطفاء الأنواع كمكون رئيسي في التطور البيولوجي. وفي مراجعة كتاب فكرة داروين الخطرة لدانييل دينيت، كتب ماينارد سميث أن غولد يعطي غير المتخصصين بعلم الأحياء صورة زائفة إلى حد كبير عن وضع النظرية التطورية. مع ذلك لم يكن ماينارد سميث سلبيًا باستمرار، إذ كتب في مراجعة كتاب إبهام الباندا: «ستيفن غولد أفضل كاتب مبسّط للعلوم نشط الآن ... كثيرًا ما يغضبني، لكنني آمل أن يمضي في كتابة مقالات كهذه» وكان ماينارد سميث أيضًا من بين أولئك الذين رحبوا بإنعاش غولد لعلم الحفريات التطوري.
كان تقديم غولد لأفكاره باعتبارها طريقة ثورية لفهم التطور هو أحد أسباب الانتقاد، وكذلك جداله حول أهمية الآليات الأخرى -غير الانتقاء الطبيعي- في التطور، وهي آليات يعتقد أن العديد من الأخصائيين التطوريين تجاهلوها. أدى ذلك إلى اعتقاد الكثير من غير المتخصصين بأن التفسيرات الداروينية غير علمية بشكل مثبت (وهو ليس الأمر الذي أراد غولد قوله). استُخدِمَت أعمال غولد –كغيره من العلماء الآخرين- في بعض الأحيان عن عمد من قبل الخلقيين، باعتبارها «دليلًا» على أن العلماء لم يعودوا مدركين لكيفية تطور الكائنات الحية. قام غولد نفسه بتصحيح بعض التحريفات والتفسيرات الخاطئة التي طالت كتاباته في أعمال لاحقة.
عَمَّمَ الفيلسوف كيم ستيريلني الخلاف بين ريتشارد دوكينز وغولد في كتابه دوكينز مقابل غولد الصادر عام 2001، إذ وثّق ستيريلني خلافاتهم حول القضايا النظرية، بما في ذلك أهمية الاصطفاء الجيني في التطور. جادل دوكينز بأن أفضل فهم للاصطفاء الطبيعي يكون في اعتباره تنافسًا ضمن الجينات (أو النسخ المتطابقة)، بينما أيّد غولد الاصطفاء متعدد المستويات، الذي يشمل الاصطفاء على مستوى الجينات، تسلسل الحمض النووي، سلالات الخلايا، العضويات، الشعباء، الأنواع، والفروع الحيوية.
اتهم دوكينز غولد بالتقليل المتعمّد من حجم الاختلاف بين التدرج السريع والطفرات الكبروية في آراءه المنشورة حول التوازن النقطي، كذلك كرّس دوكينز فصولًا كاملة لانتقاد نظرة غولد للتطور في كتبه: صانع الساعات الأعمى، وفك لغز قوس قزح، كما فعل ذلك دانييل دينيت في كتابه الصادر عام 1995 بعنوان فكرة داروين الخطرة.

### حيوانات الكامبري
وصف غولد في كتابه الحياة الباهرة الصادر عام 1989 م الحيوانات الكامبريّة لبورغيس شيل، مشددًا على تصاميمها التشريحية الغريبة، وظهورها المفاجئ، ودور الصدفة في تحديد الأفراد الناجين. استخدم غولد الحيوانات الكامبريّة كمثال لدور الطوارئ في تشكيل النمط الأوسع للتطور.
انتقد سيمون كونواي موريس نظرة غولد لدور الطوارئ في كتابه بوتقة الخلق الصادر عام 1998 م. ركز كونواي موريس على بعض حيوانات الكامبري التي تشبه الأصنوفات الحديثة، كما جادل بأن التطور التقاربي يميل لإنتاج تشابهًا في التشكيل، وأن أشكال الحياة مقيدة وموجهة. جادل كونواي موريس في كتابه حل الحياة الصادر عام 2003، بأن ظهور حيوانات شبيهة بالإنسان أمر محتمل أيضًا. أشار عالم الحفريات ريتشارد فورتي إلى أن سيمون كونواي موريس وستيفن جاي غولد تشاركا نفس الفرضيات قبل إصدار كتاب الحياة الباهرة، ولكن بعد إصدار الكتاب قام كونواي موريس بمراجعة تفسيره، واعتمد موقفًا أكثر حتمية حول تاريخ الحياة.
جادل علماء الحفريات ديريك بريجز وريتشارد فورتي أيضًا، بإمكانية اعتبار الكثير من الحيوانات الكامبرية مجموعات جذرية للأصنوفات الحية، مع ذلك لايزال هذا موضع بحث وجدال مكثف، كذلك لم يتم إثبات العلاقة بين العديد من الأصنوفات الكامبرية والشعب الحيوية الحديثة في عيون العديد من علماء الحفريات. لايتفق ريتشارد دوكينز مع فكرة الظهور المفاجئ لشعب جديدة في العصر الكامبري، ويوضّح بأن البزوغ المفاجئ لشعبة جديدة هو كأن يولد الطفل مختلفًا عن والديه فجأة كما يختلف الحلزون عن دودة الأرض، وبرأيه لا يوجد أي عالم حيوان -يفكر في النتائج والآثار- يدعم أي فكرة من هذا القبيل، ولا حتى أشد مؤيدي التطور القافز حماسةً. يؤكد غولد في كتابه بنية النظرية التطورية على الفرق بين الانشقاق الشعبي، والتحولات التشريحية الكبيرة، مع الإشارة إلى أن الحدثين قد يفصل بينهما ملايين السنين. وبحسب ما يشرح غولد لايوجد عالم أحياء قديمة ينظر للانفجار الكامبري باعتباره حدثًا نَسَبيًا –أي أنه الوقت الفعلي للانشقاق البدئي، ولكنه يُمَثِّل انتقالًا تشريحيًا في الأنماط الظاهرية الصريحة للكائنات متناظرة الجانبين.

## روابط خارجية
- ستيفن جاي غولد على موقع IMDb (الإنجليزية)
- ستيفن جاي غولد على موقع الموسوعة البريطانية (الإنجليزية)
- ستيفن جاي غولد على موقع إن إن دي بي (الإنجليزية)
- ستيفن جاي غولد على موقع ديسكوغز (الإنجليزية)
- ستيفن جاي غولد على موقع قاعدة بيانات الفيلم (الإنجليزية)